# Chanpasza Nuradiłow
Chanpasza Nuradiłowicz Nuradiłow (ros. Ханпаша Нурадилович Нурадилов; ur. 6 lipca 1924 we wsi Jaryksu-Auch w Dagestanie, zm. 12 września 1942 pod Stalingradem) – radziecki wojskowy narodowości czeczeńskiej, sierżant, Bohater Związku Radzieckiego (1943).

## Życiorys
Miał wykształcenie podstawowe. Od października 1940 służył w Armii Czerwonej, od czerwca 1941 walczył w wojnie z Niemcami w składzie 34 pułku kawalerii, gdzie został żołnierzem oddziału karabinów maszynowych. 6 grudnia 1941 w walce k. wsi Zacharowka na Ukrainie został ranny. Brał udział w dalszych walkach, 6 lutego 1942 został ponownie ranny. Dowodził plutonem karabinów maszynowych 17 gwardyjskiego pułku kawalerii 5 Gwardyjskiej Dywizji Kawalerii Frontu Stalingradzkiego w stopniu sierżanta. Łącznie podczas swojej drogi bojowej zabił 920 żołnierzy wroga, a 12 wziął do niewoli. Brał udział w bitwie na lewym brzegu Donu i pod Stalingradem, gdzie zginął.

## Odznaczenia
- Złota Gwiazda Bohatera Związku Radzieckiego (pośmiertnie, 31 marca 1943[4])
- Order Lenina (pośmiertnie, 31 marca 1943)
- Order Czerwonej Gwiazdy